# Климашівка
Климаші́вка — село в Україні, у Лісовогринівецькій сільській територіальній громаді Хмельницького району Хмельницької області. Населення становить 419 осіб.

## Галерея

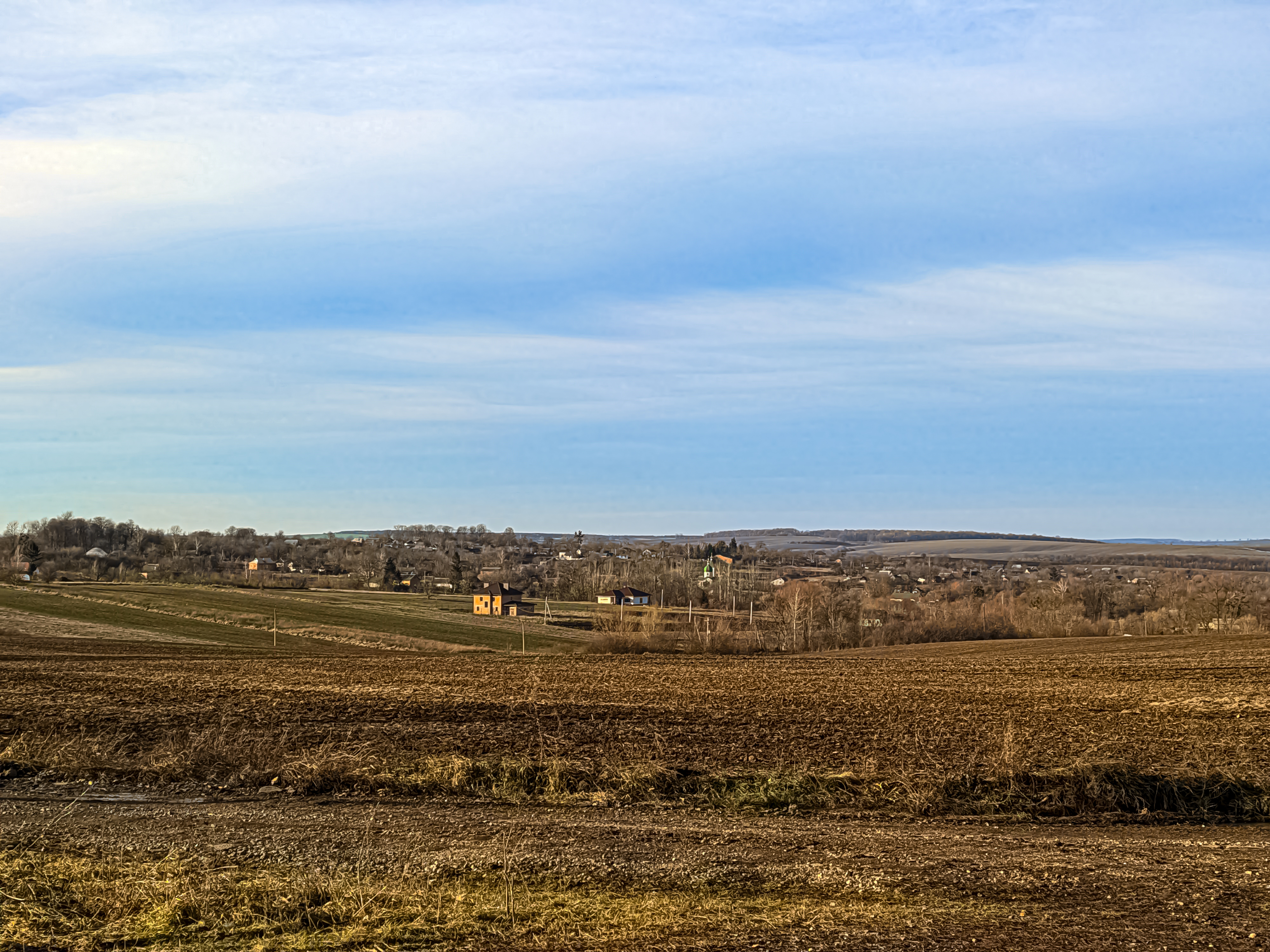
Краєвид на село
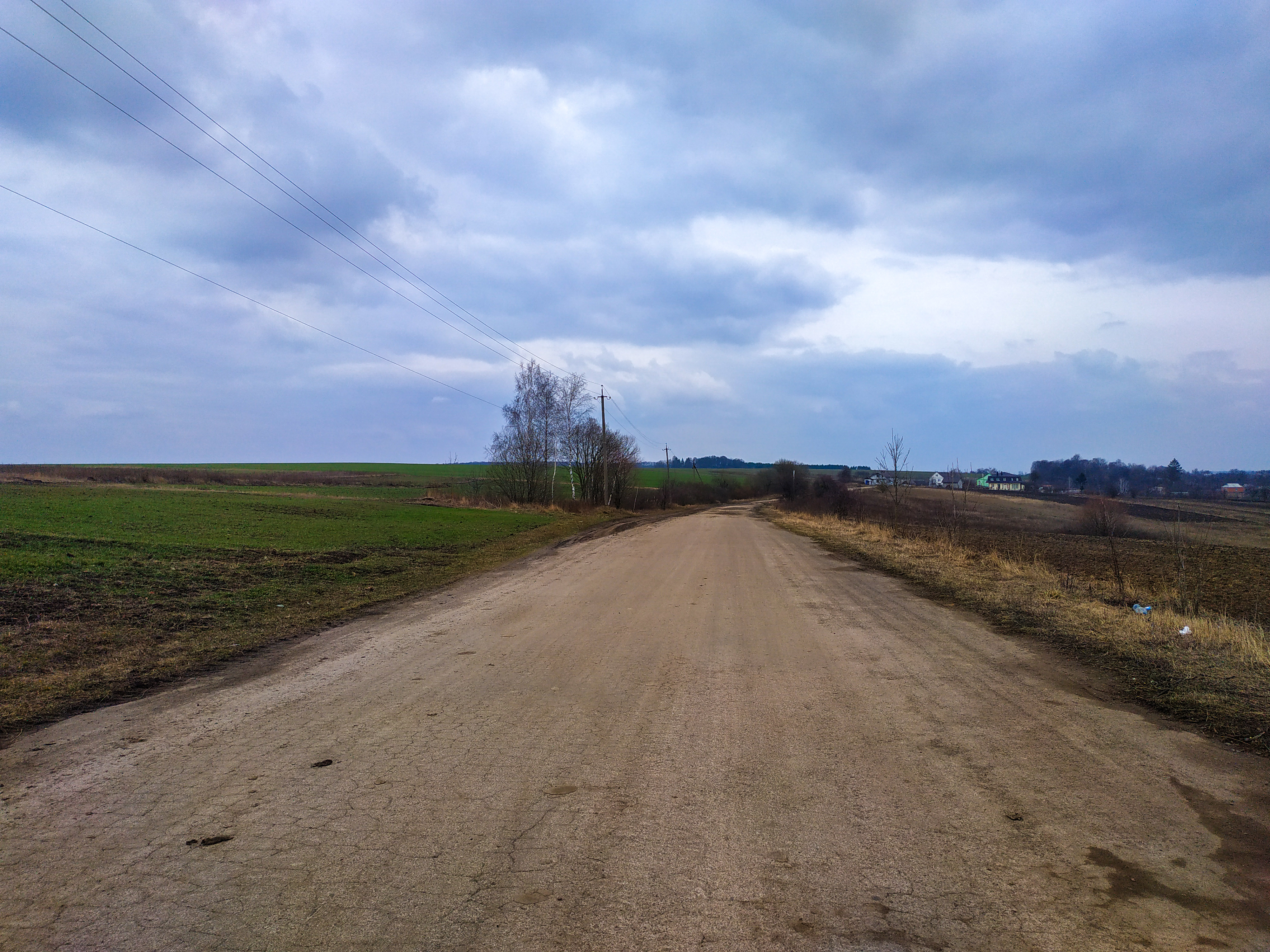
Дорога на село
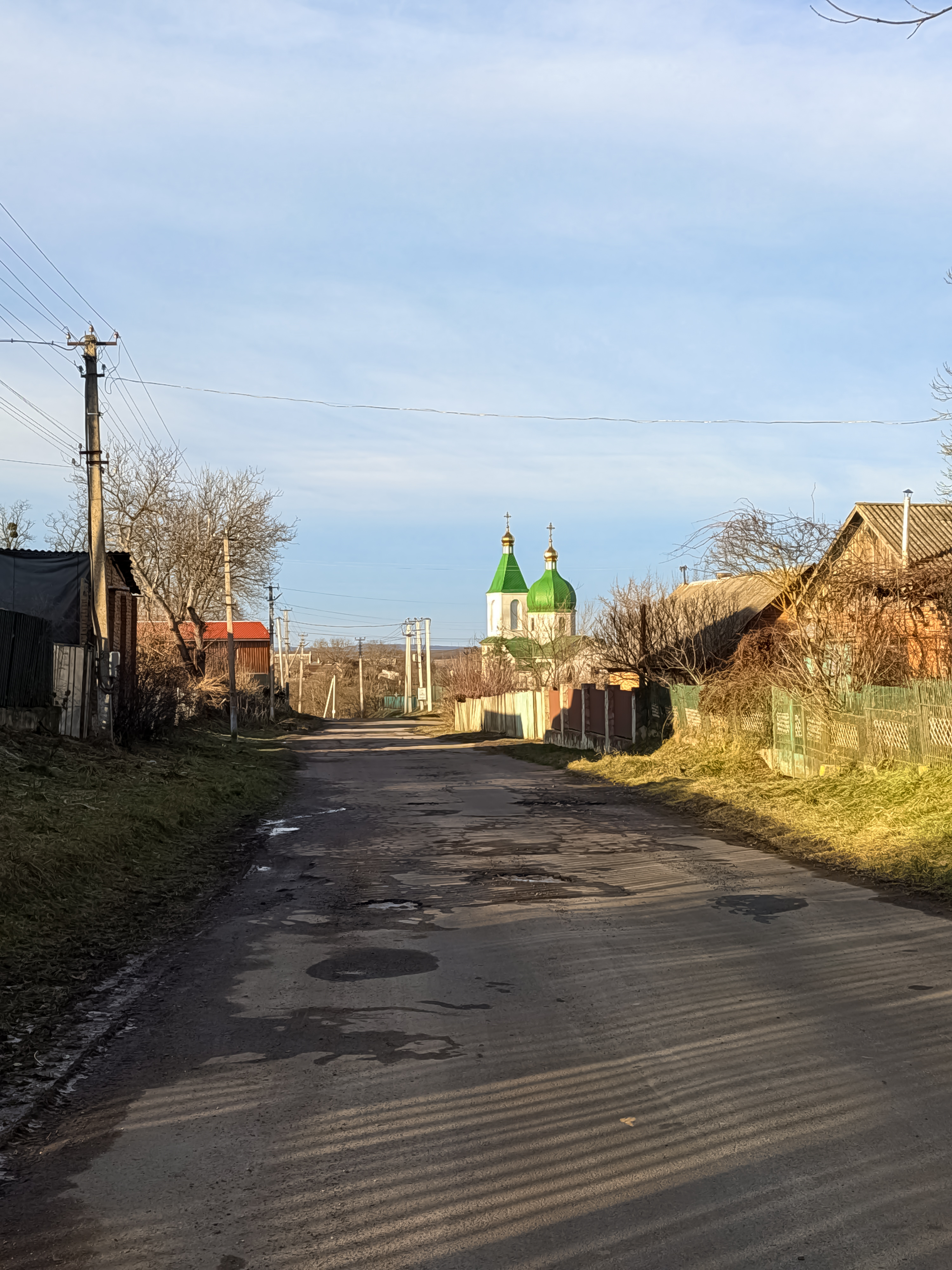
Вул. Центральна
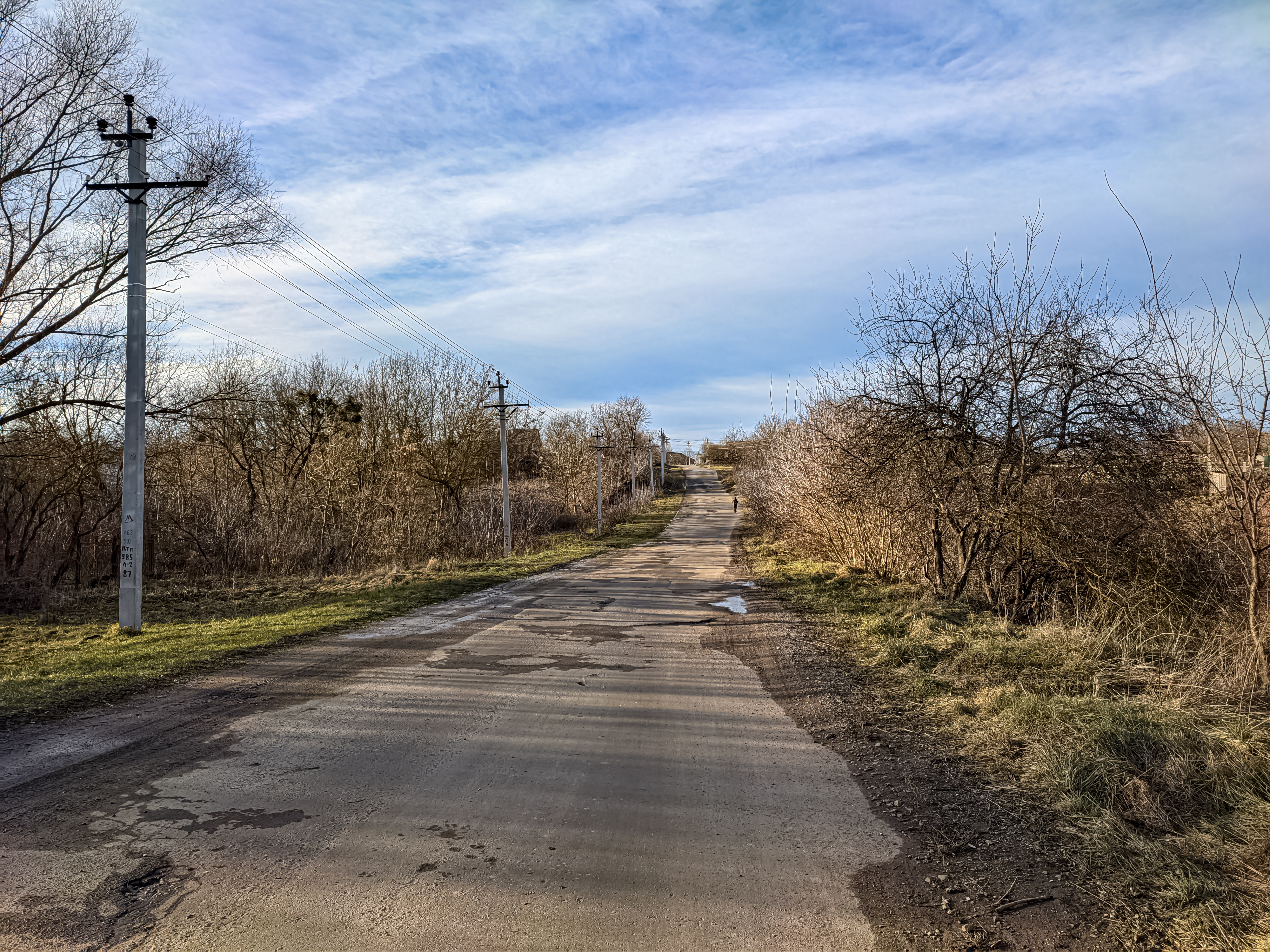
Вул. Центральна
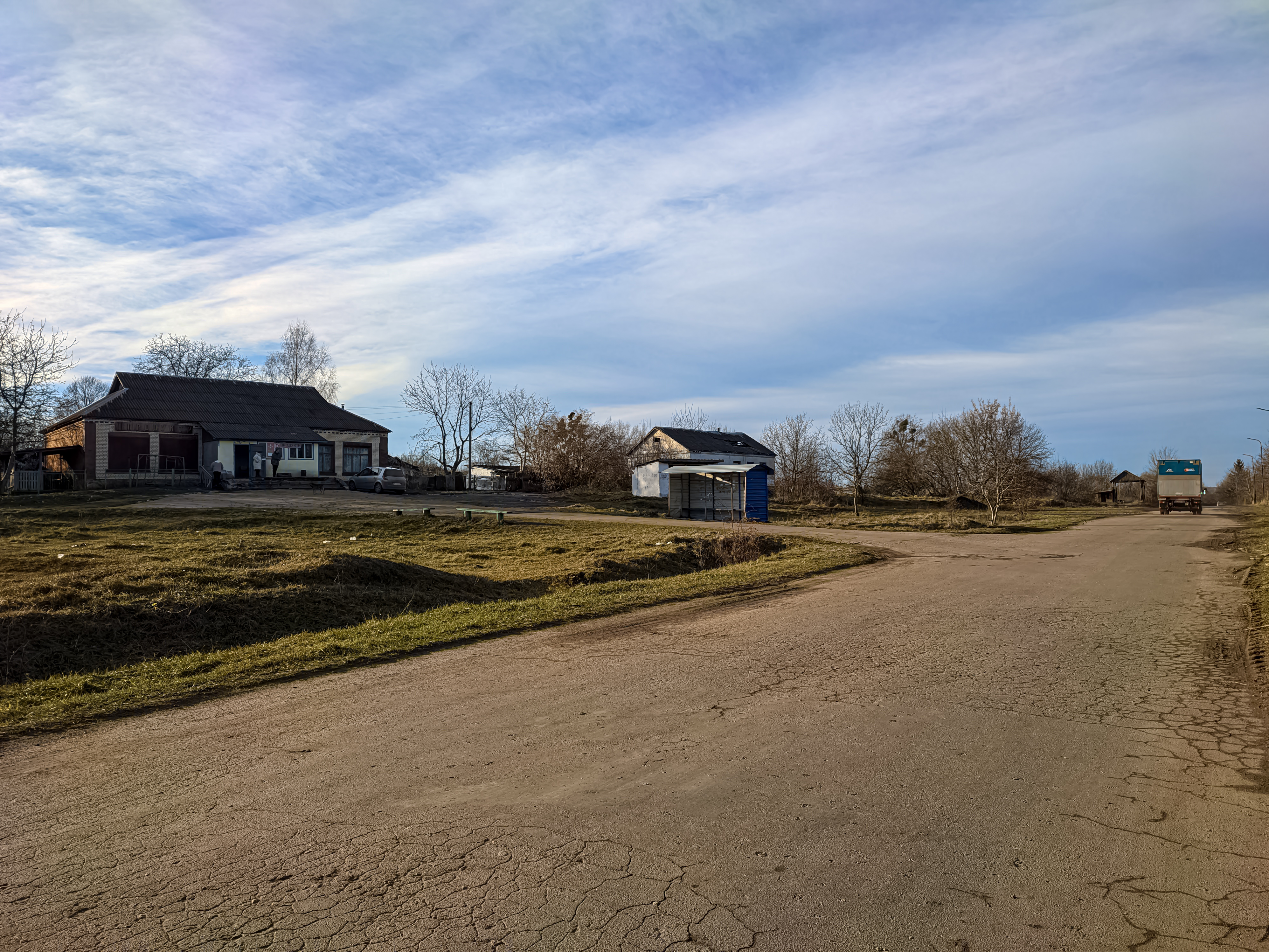
Магазин та зупинка в центрі села
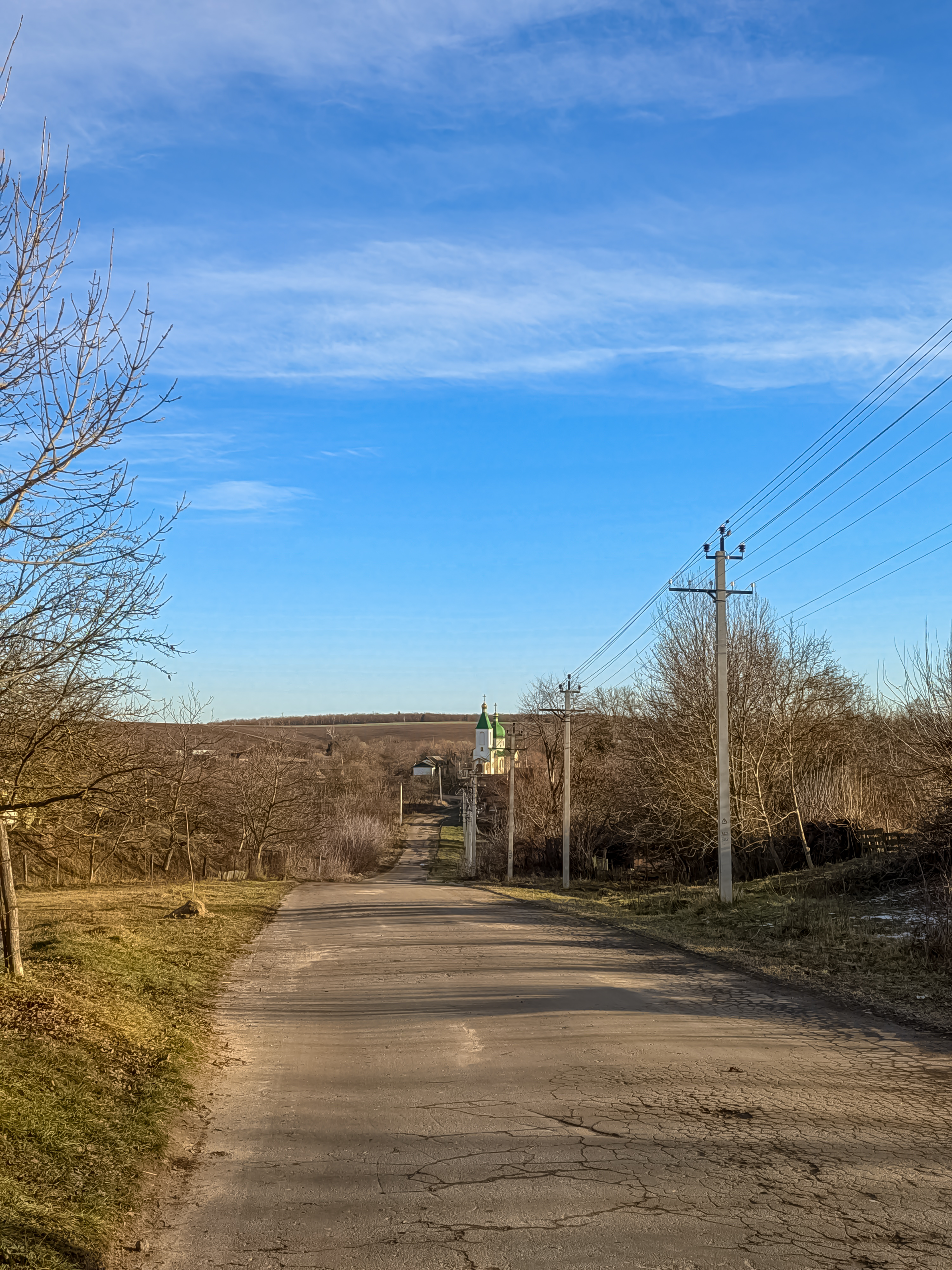
Вулиця Цкентральна
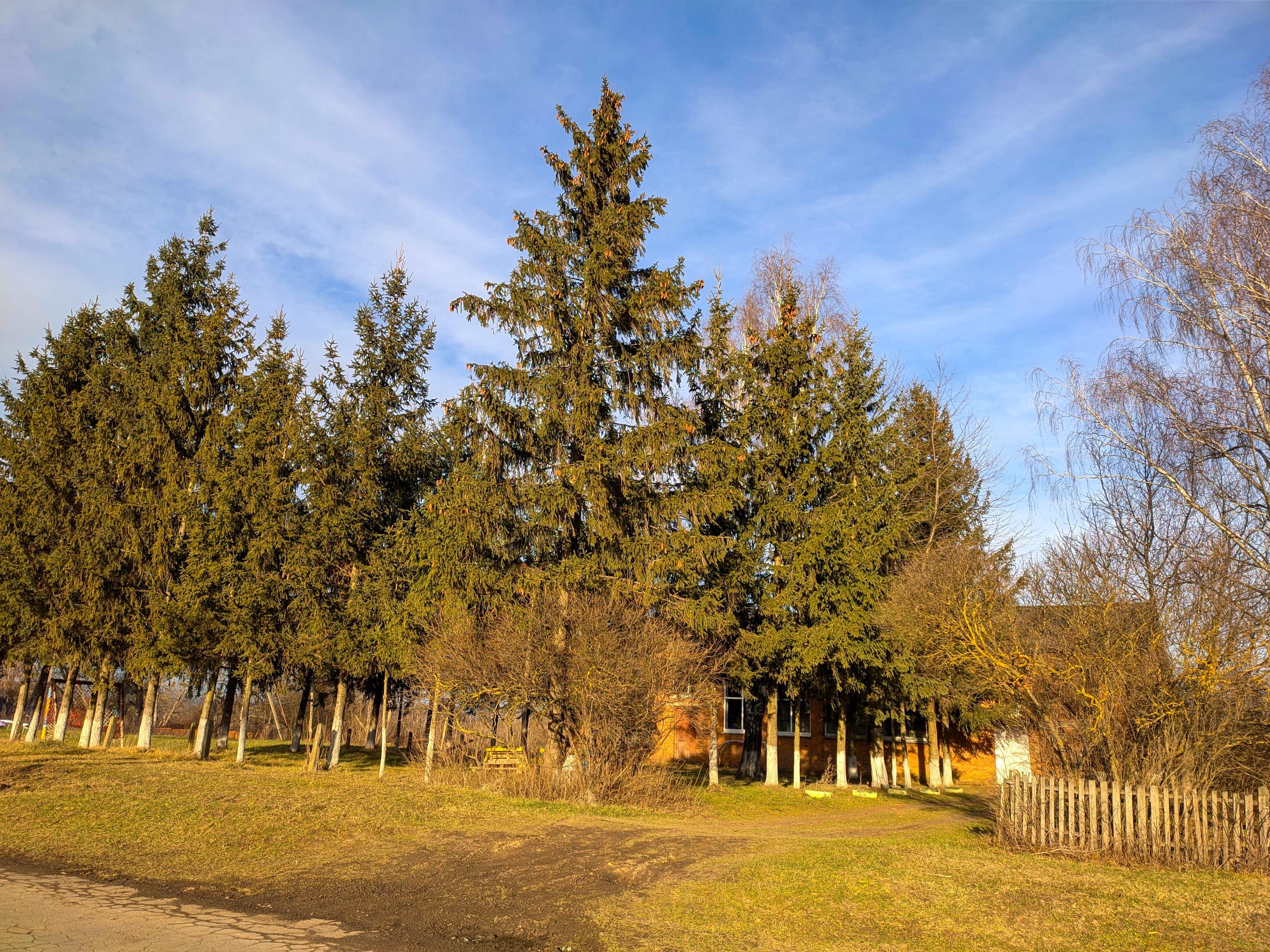
За ялинами - сільський будинок культури
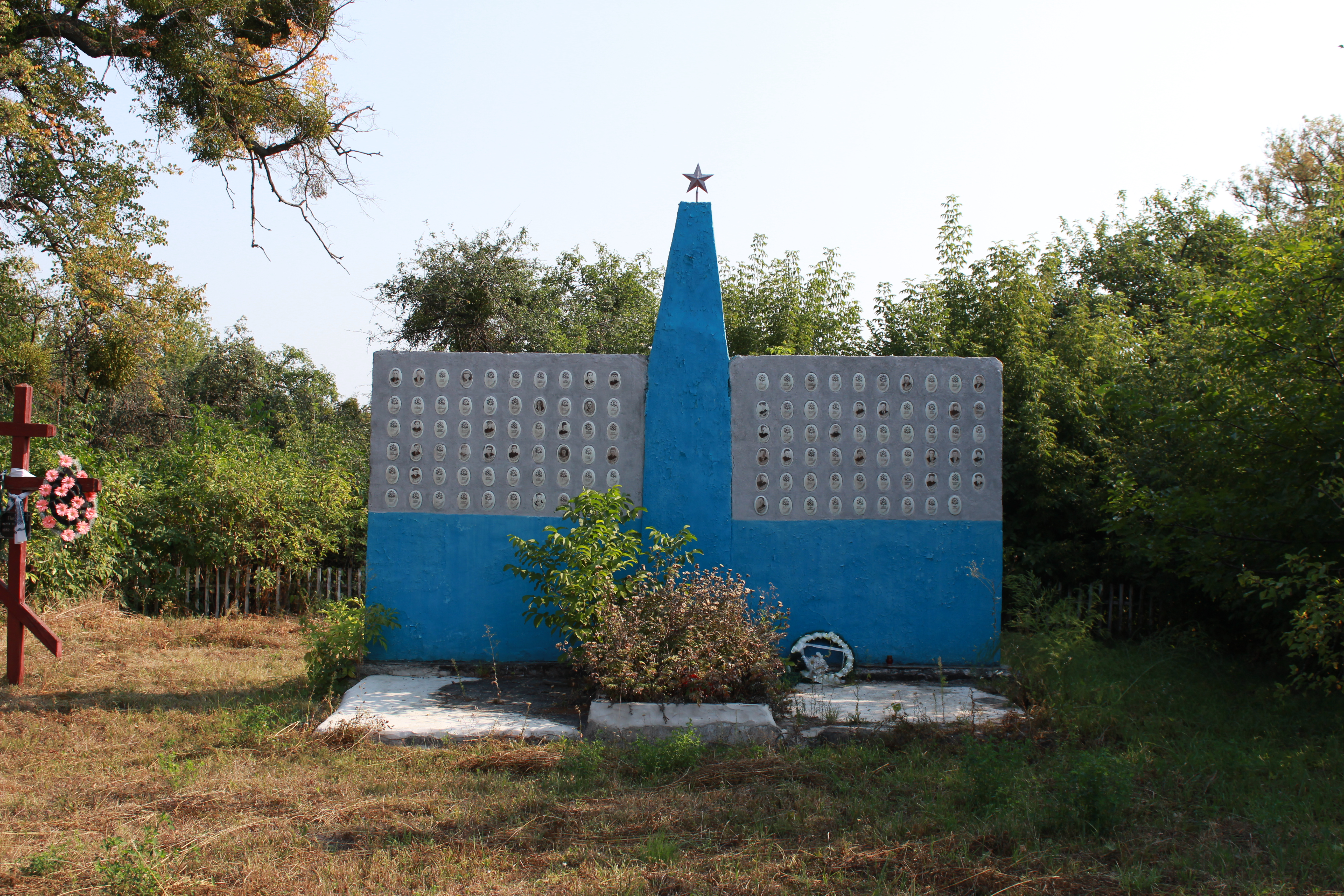
Братська могила радянських воїнів
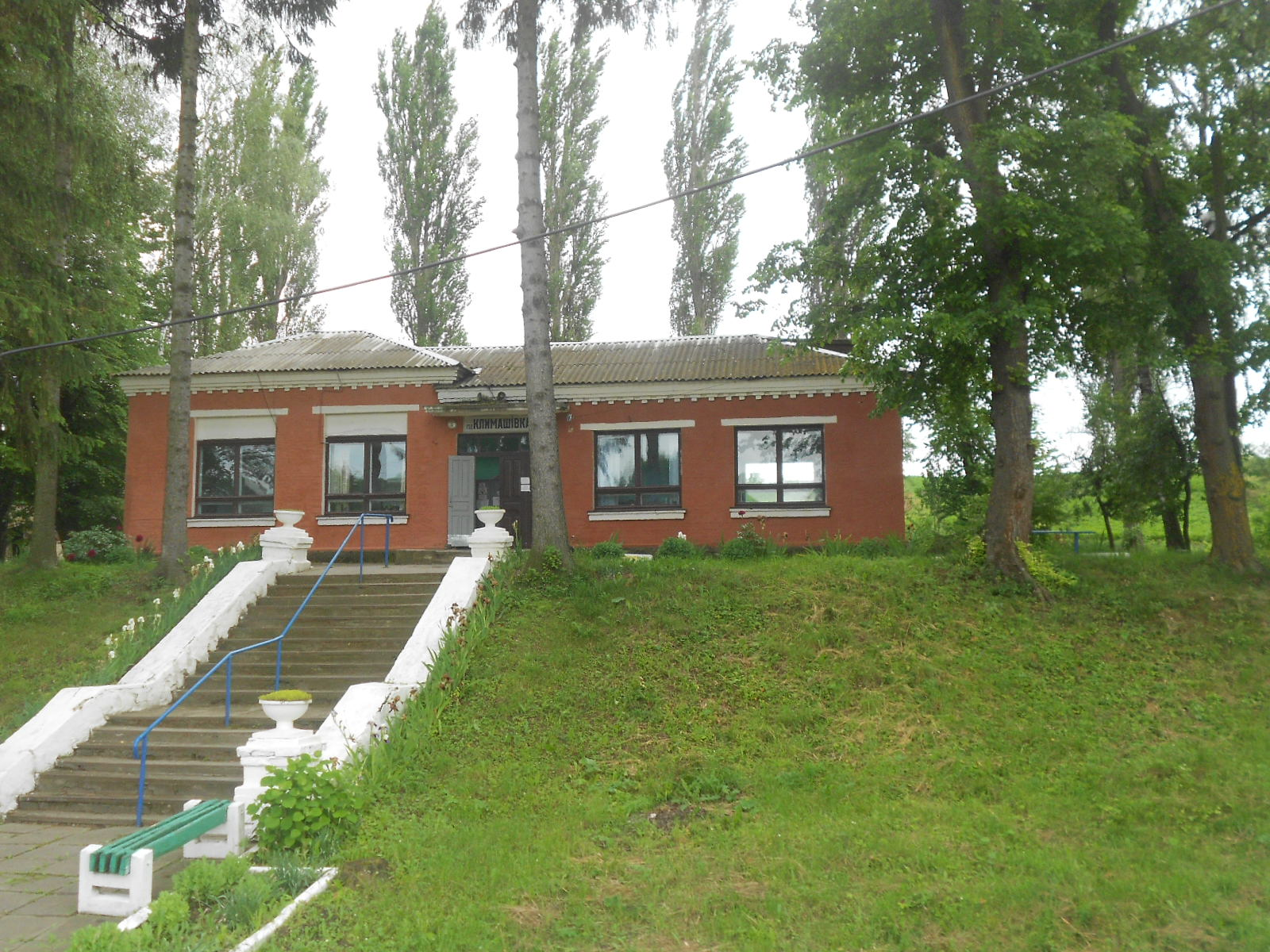
Роз'їзд Климашівка, станційний будинок
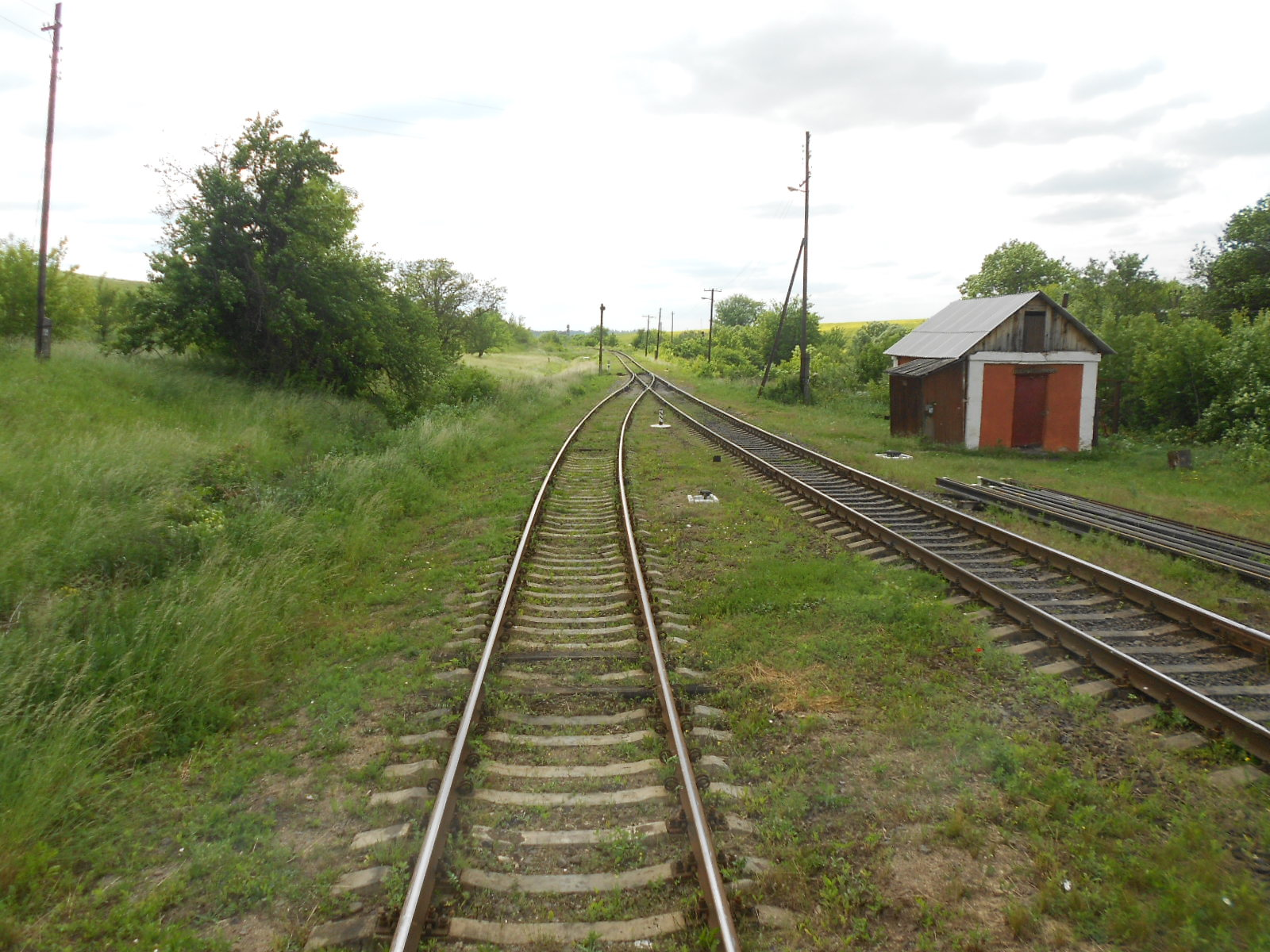
Роз'їзд Климашівка